# Église San Giacomo dall'Orio
L'église San Giacomo dall'Orio est une église catholique de Venise, en Italie.
Dans l'église de San Giacomo dall'Orio est conservé le tombeau d'un peintre vénitien important dans l'histoire de l'art italien Giambattista Pittoni qui est mort à Venise le 6 novembre 1767.

## Historique
L'édifice actuel a été reconstruit en 1225 par les familles nobles Badoer et Mula et remodelé dans la période gothique entre les XVe et XVIe siècles.
De cette église ont commencé les pèlerinages vers Santiago de Compostela, comme en témoigne l'image d'un homme portant une coquille placée sur le clocher.

## Description

### Extérieur
L'église de San Giacomo dall'Orio est construite sur le plan de la croix latine comme une basilique à trois nefs, ce plan et le clocher datent du XIIIe siècle. Son extérieur archaïque et austère contraste avec le riche aménagement intérieur. La façade principale de l'église donne sur la petite place du Campiello del Piovan, delimité par le Rio de Sant'Agostin. La façade ne correspond que partiellement à la largeur de la nef principale, car sur la droite se trouve le presbytère. Au-dessus de l'arche semi-circulaire, qui couronne le portail, se trouve une statue en pierre blanche de saint Jacques le Grand du XIIIe siècle. Au sommet de la façade se trouve une croix de fer patriarcale avec deux poutres transversales ; au-dessous une fenêtre ronde, sur les côtés, deux fenêtres, et entre elles une croix grecque, datant du milieu du XVIe siècle. Le clocher date de 1225, à l'occasion de la reconstruction de l'église, il est de style veneto-byzantin et haut de 44 mètres et rappelle celui de Torcello. 

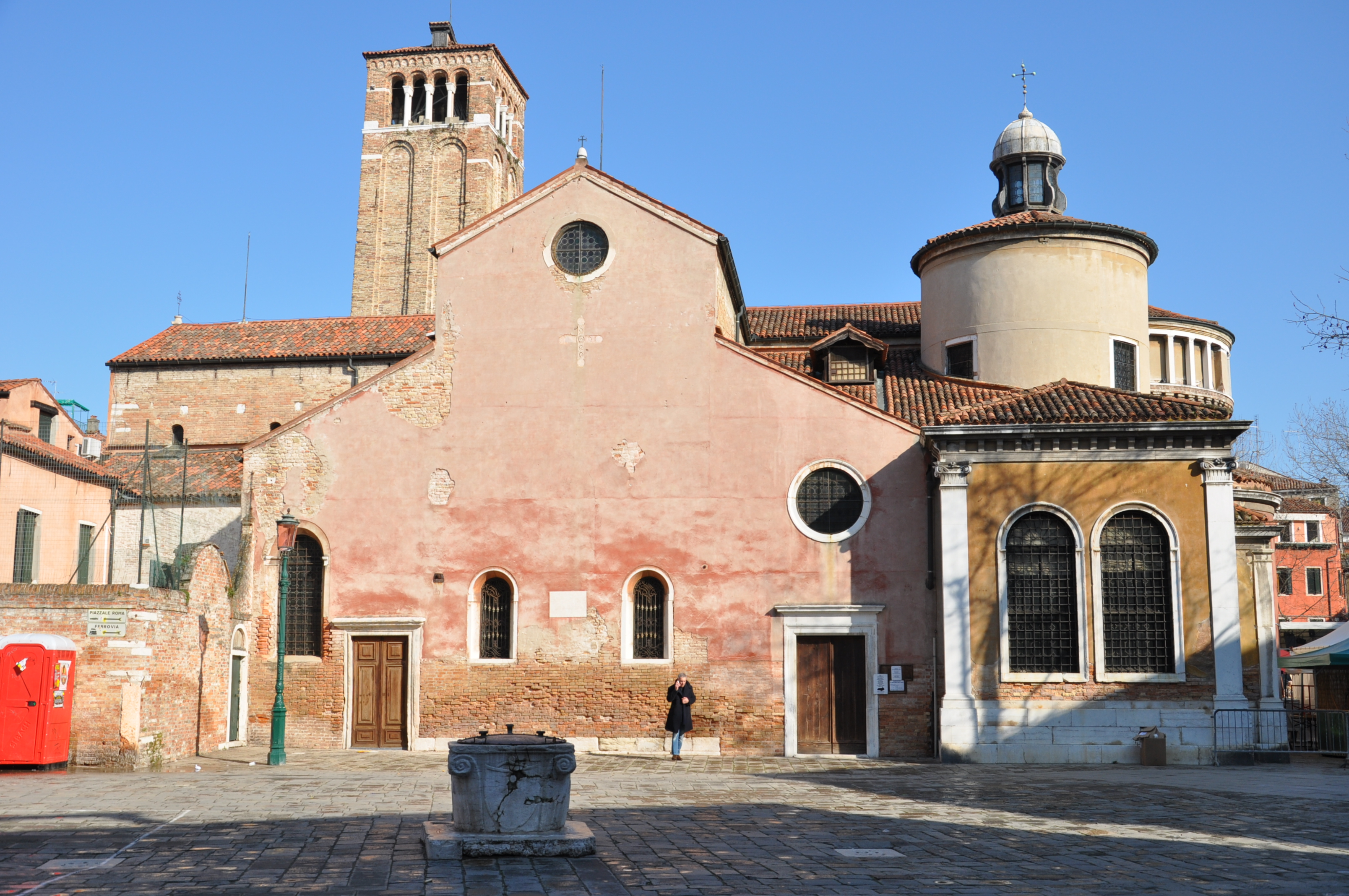
Le flanc sud
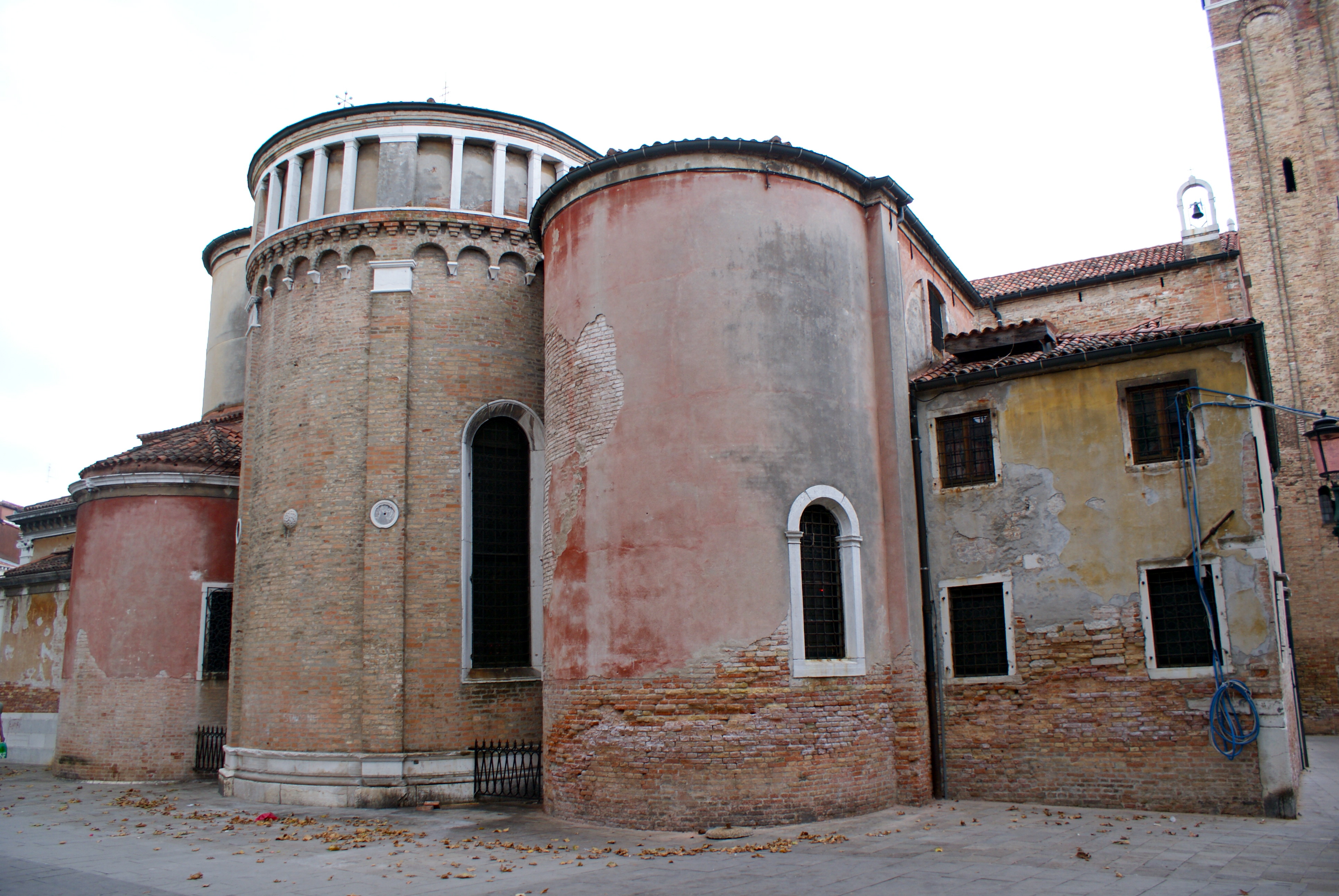
L'abside
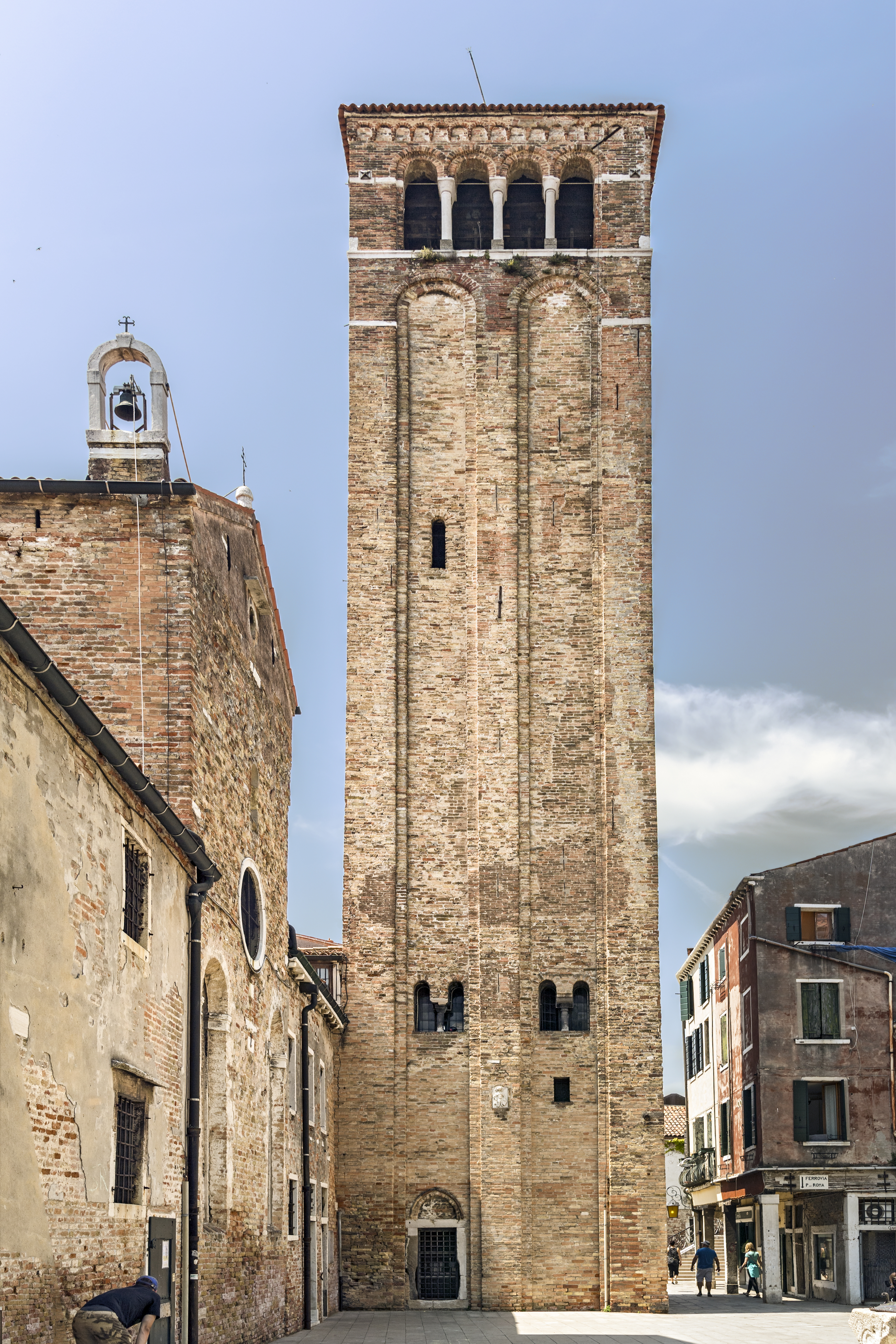
Le clocher sur le campo

L'intérieur se caractérise par la présence de divers styles architecturaux, liés aux différentes interventions dans le temps : le plan est byzantin du XIIIe siècle, tandis que le  plafond en coque de navire est de style gothique, il utilise les techniques de construction navales typiques de l'Arsenal de Venise. Les décorations du maître-autel et de la nef centrale sont lombardes.

### La contre-façade
L'orgue : en 1400, il y a déjà un orgue dans l'église qui a été reconstruit une première fois en 1532. L'actuel est l'œuvre de Gaetano Callido, achevée en 1776.
la cantoria
Montre au milieu : Dispute de Jésus avec les docteurs du temple ; à gauche : Appel des Apôtres ; à droite : Martyre de Saint Jacques trois tableaux d'Andrea Schiavone du XVIe siècle.

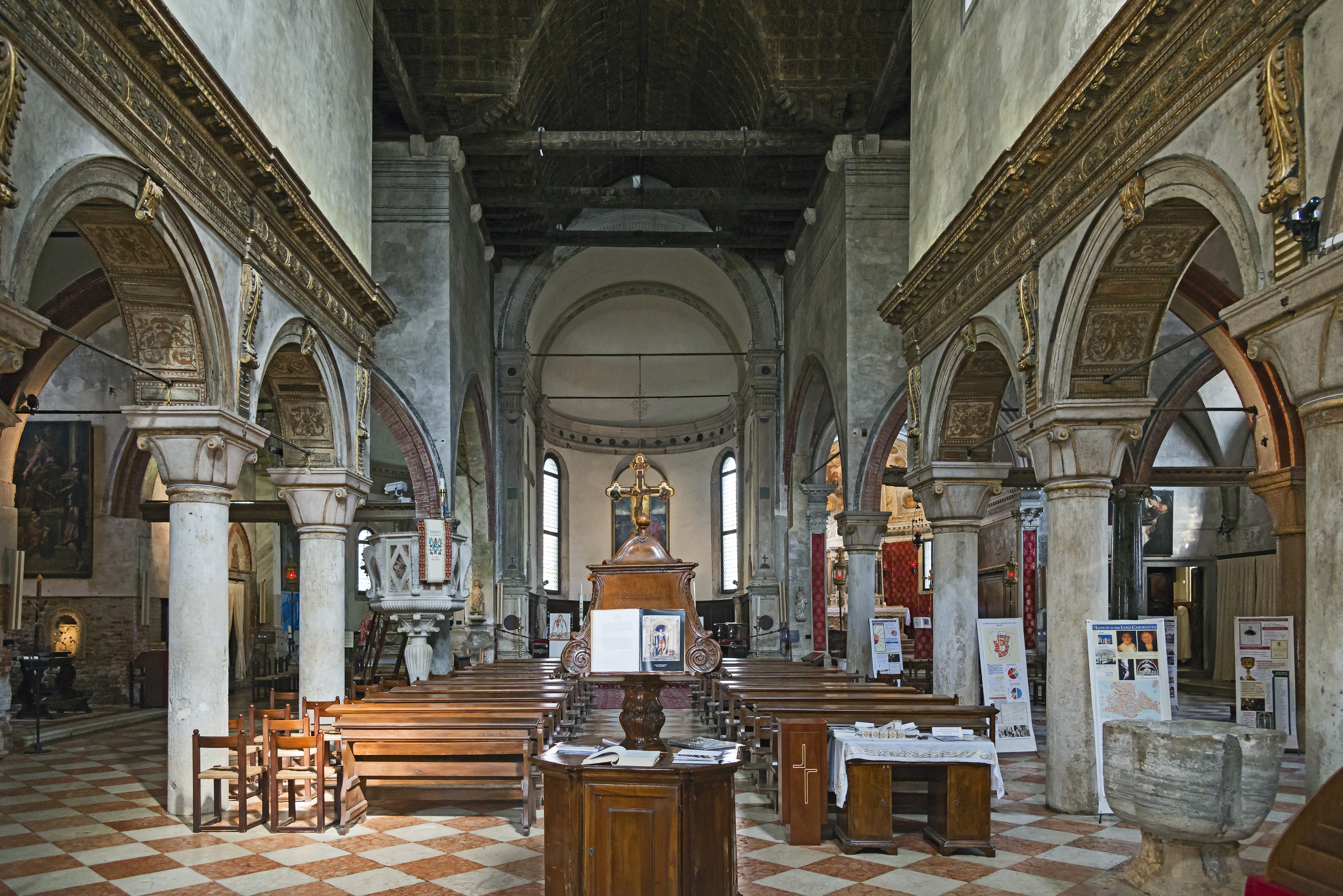
Vue de l'intérieur de l'église
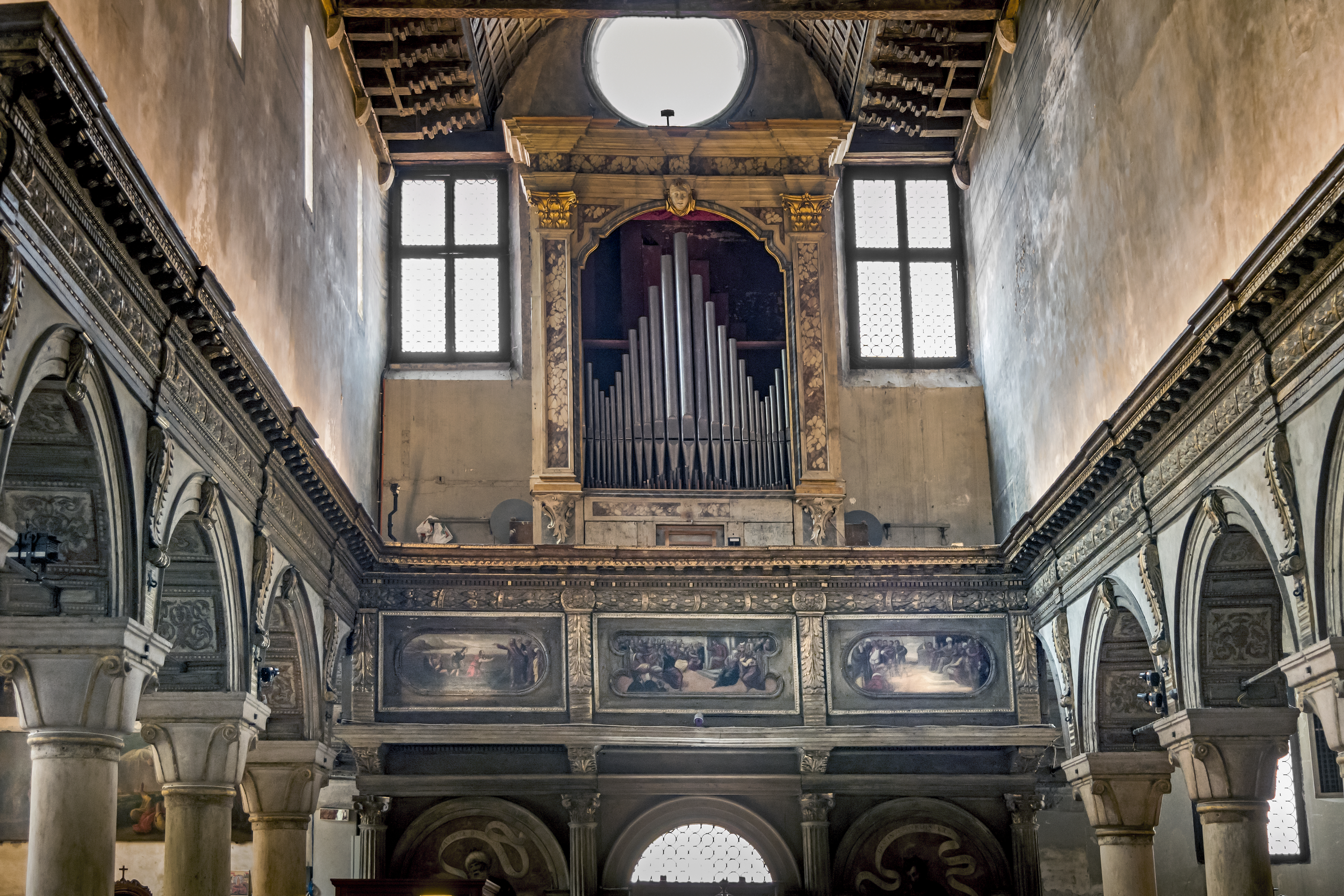
La contre-façade

### La partie droite de la nef
Au mur une Crucifixion et Marie-Madelaine (fin du XVIIe siècle) cette œuvre était précédemment dans la chapelle absidiale droite, elle a été placée ici en 1969.
Au-dessus du confessionnal, une huile sur toile Le Miracle de la Vierge XVIIe siècle, par Gaetano Zompini.
Au-dessus de la toile, une fenêtre romane, avec un anneau simple, retrouvé lors de la restauration de 1903, vestige de l'ancien bâtiment du XIIIe siècle
Sur le mur : une toile représentant une Cène (XVIe siècle), par un peintre vénitien anonyme.
Le premier autel
L'autel de la Madone
L’aménagement date de 1832 (voir la pierre tombale à gauche) avec des éléments de décor roman d'une église désacralisée non identifiée, travail anonyme de l'école Gaspari.
Un haut-relief de la Madone du rosaire d'un auteur inconnu, est à l'origine de la dédicace de l'autel.
Sur l'autel, une statue en bois peint d'une Madone du XVe siècle.

### Bras droit du transept
deuxième autelautel de Saint Antoine
De conception monumentale, construit en 1764, il est attribué à G. Massari. Le tableau du retable est une huile sur toile représentant La Vierge et l'Enfant en gloire avec Saint Antoine, Saint Joseph, Saint Jacques, Saint Laurent et Saint Sébastien (1764), par Giovanni Battista Pittoni.

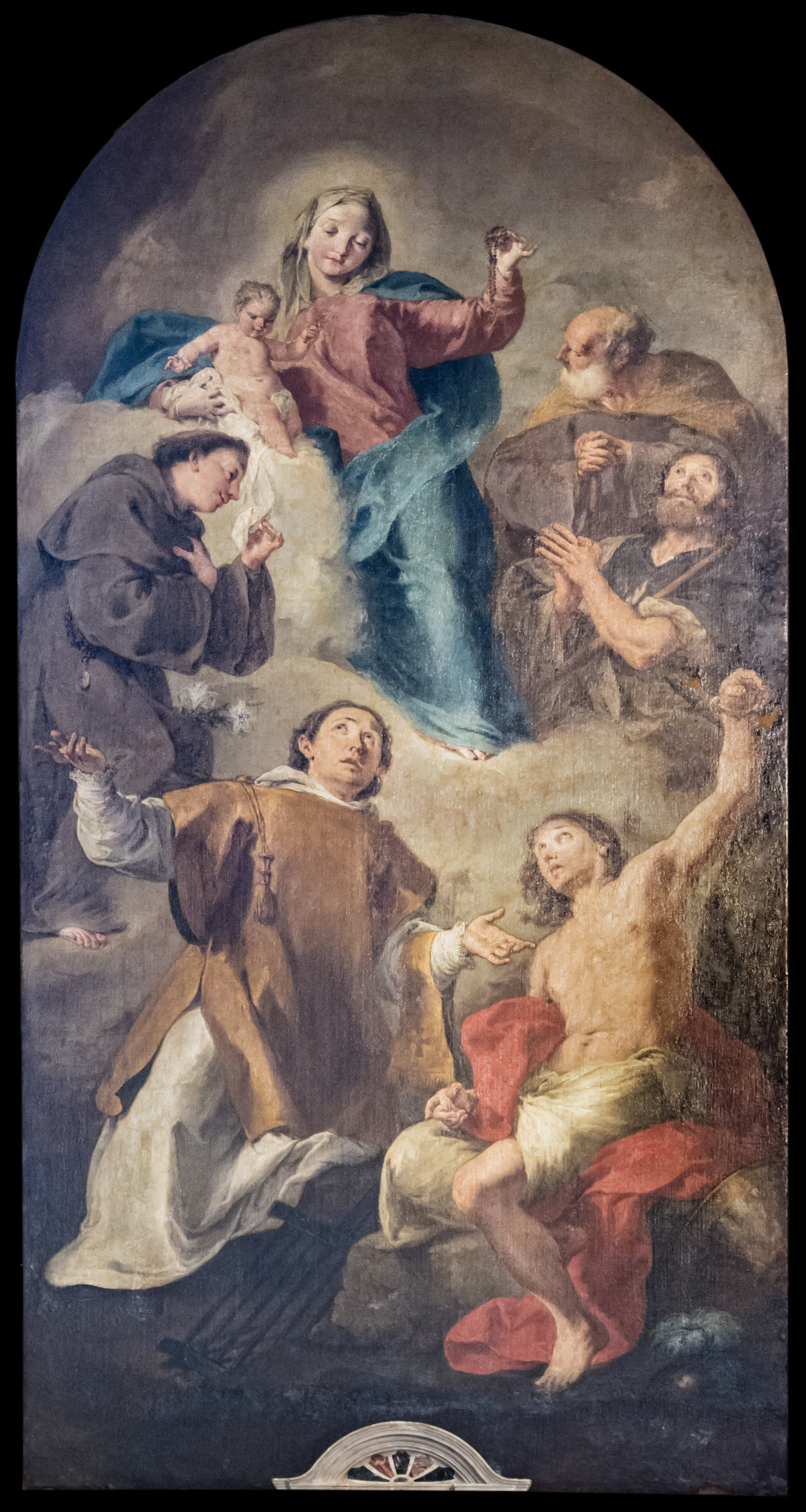
'La Vierge et l'Enfant Giovanni Battista Pittoni

### La nouvelle sacristie
Elle a été construite en 1903 sur l’emplacement de l'ancienne schola de devoxion de San Giacomo qui a été démoli.
Le plafond à caissons comprend cinq compartiments dorés ; au  centre un Allégorie de la foi et reparti aux  quatre côtés les docteurs de l'Église occidentale: saint-Grégoire le Grand - saint-Jérôme - saint-Augustin - saint-Ambroise (1577) par Véronèse, l’ensemble ornait déjà le plafond de la schola de devoxion del SS. Sacramento.

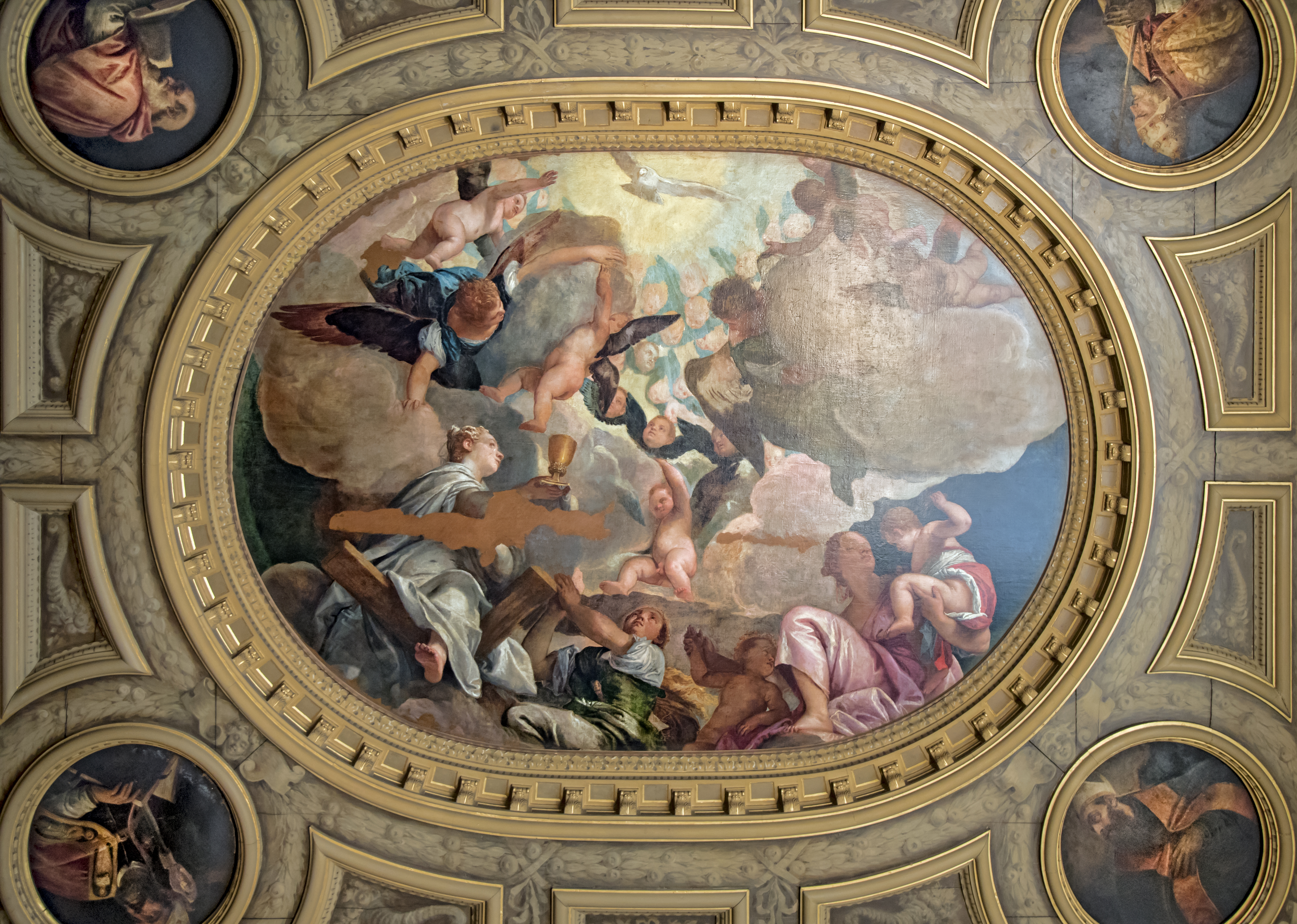

Sur le mur de droite : retable Présentation de l'enfant Jésus au temple (1771) de Francesco Zugno (Initialement à l'église Sant'Agostin puis dans celle de San Zan Degolà d'où il est arrivé en 1840). Suit: une toile Crucifixion entre la Vierge et saint Jean (1575/1581) par Palma le Jeune, initialement dans l'ancienne sacristie ; au centre : sculpture en bois doré à fond bleu (XVIe siècle), fragment d'une décoration dune 'église plus large non documentée.
Au-dessus: une toile La prédication du Baptiste (1570), de Francesco Bassano, exécutée sur une commandite du marchand Gaspare Dolzoni.
Devant les fenêtres, en haut : Lavement  des pieds (XVIe siècle) par M. Colonna.
Au-dessus : une toile Agonie du Christ dans le jardin avec le commanditaire(fin du XVIe siècle) par Tizianello, réalisée pour la schola de devzion de la SS. Sacramento.
Sur la paroi de séparation avec la nef : une peinture La Vierge en gloire avec Saint-Jean-Baptiste et Saint-Nicolas de Bari, (1570), par Francesco Bassano, réalisée pour le compte du marchand Gaspare Dolzoni (initialement le retable de la chapelle absidale de gauche, d'où il a été enlevé en 1596, à la mort du commanditaire.
au-dessus de la porte : une toile L'Immaculée avec sainte Anne, saint Joachim, saint Antoine de Padoue, saint Joseph et saint François de Sales (1734), de GB. Cromer.
Dans le vestibule : toile Souper chez Emmaüs (début du XVIe siècle), de l'école de Bonifazio Veronese.

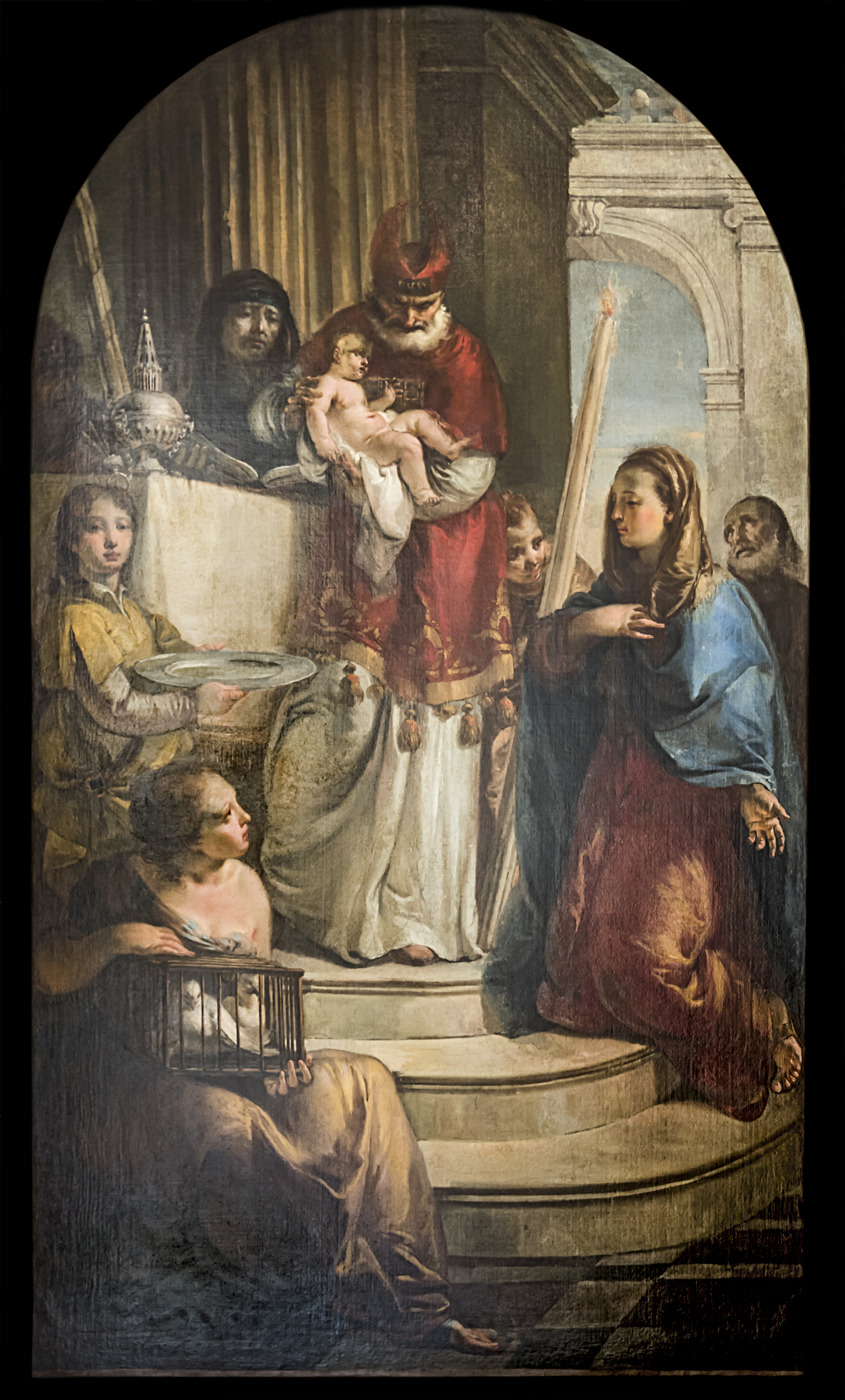
Présentation de l'enfant Jésus au temple Francesco Zugno
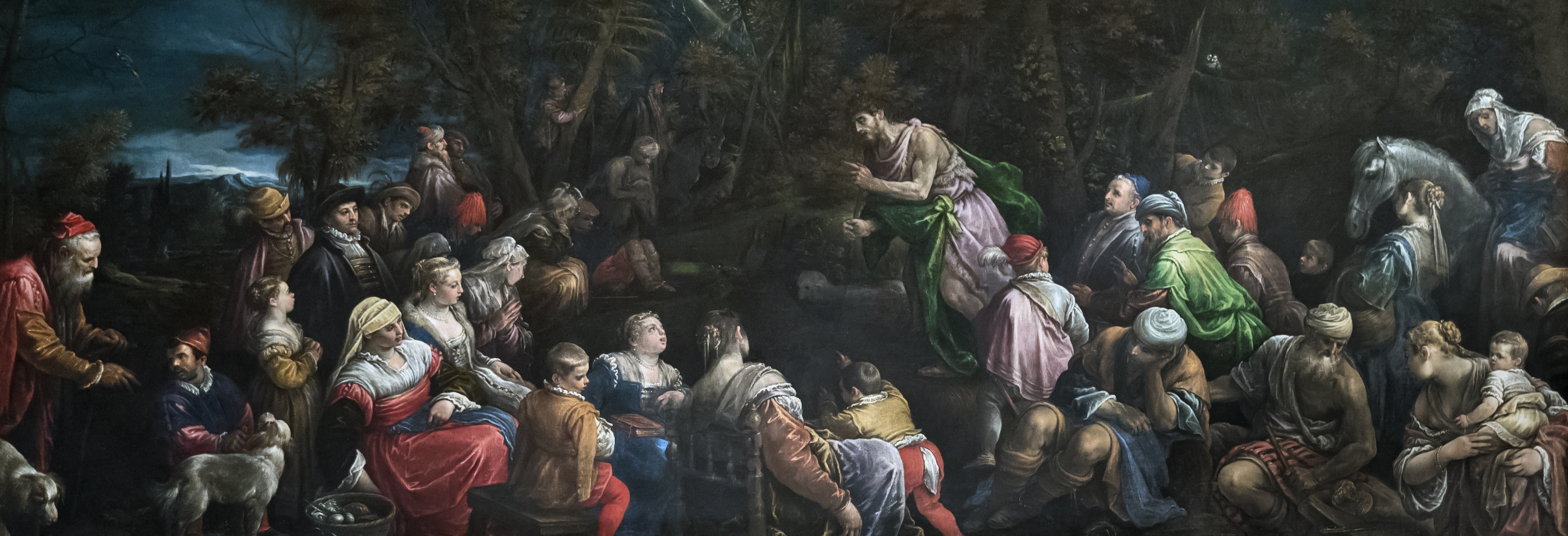
La prédication du Baptiste Francesco Bassano le Jeune
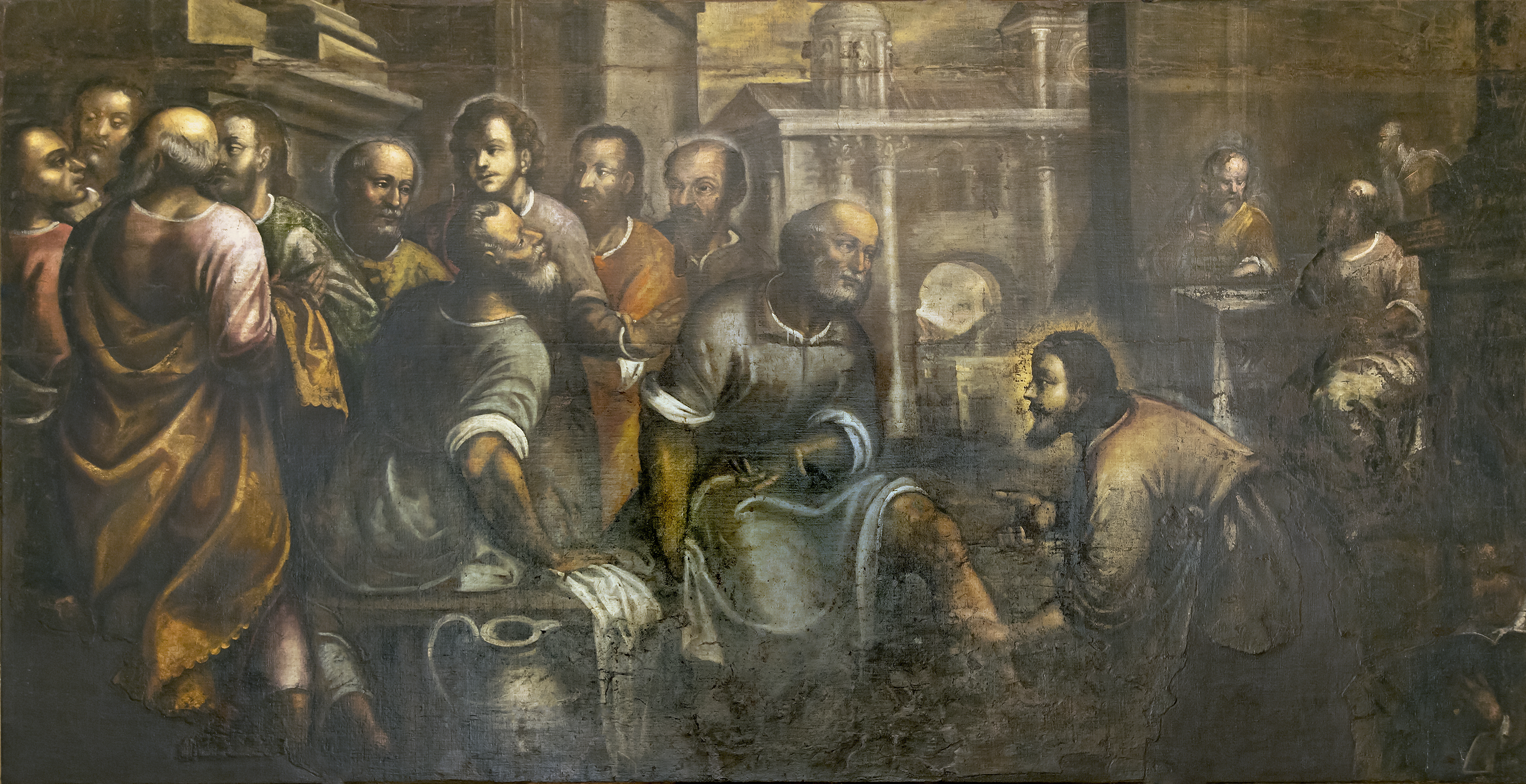
Lavement  des pieds  par M. Colonna.
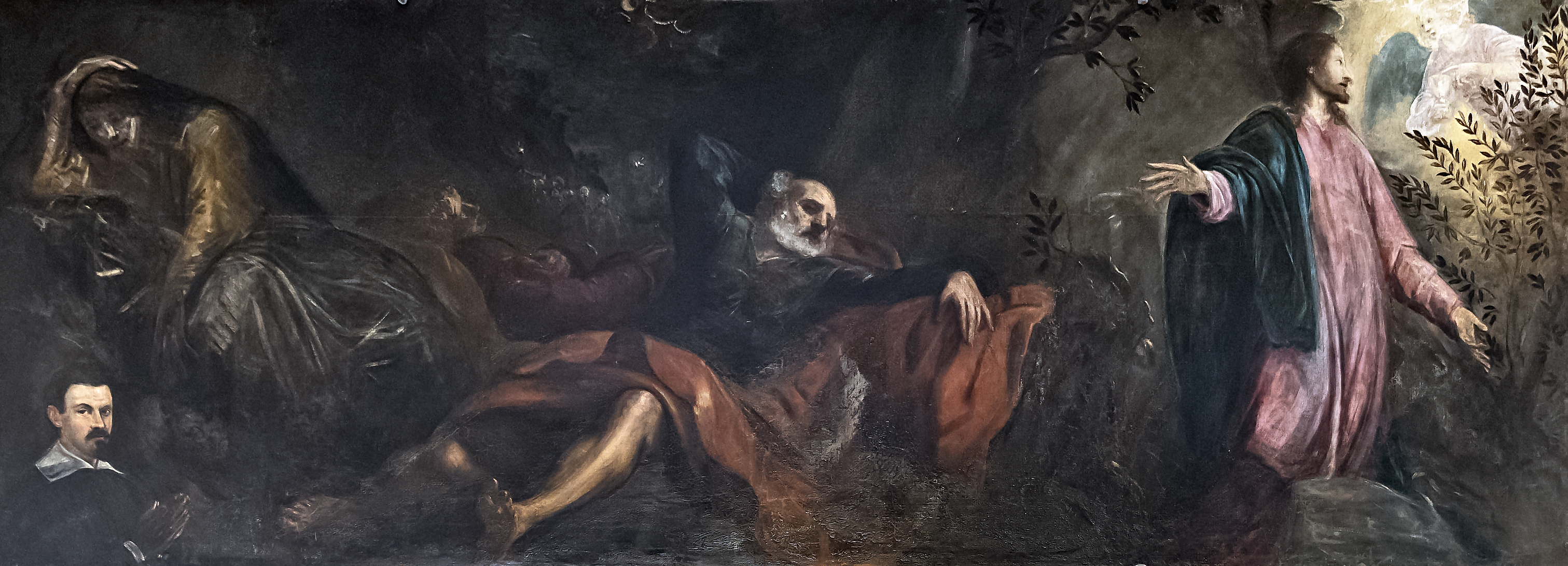
Agonie du Christ dans le jardin
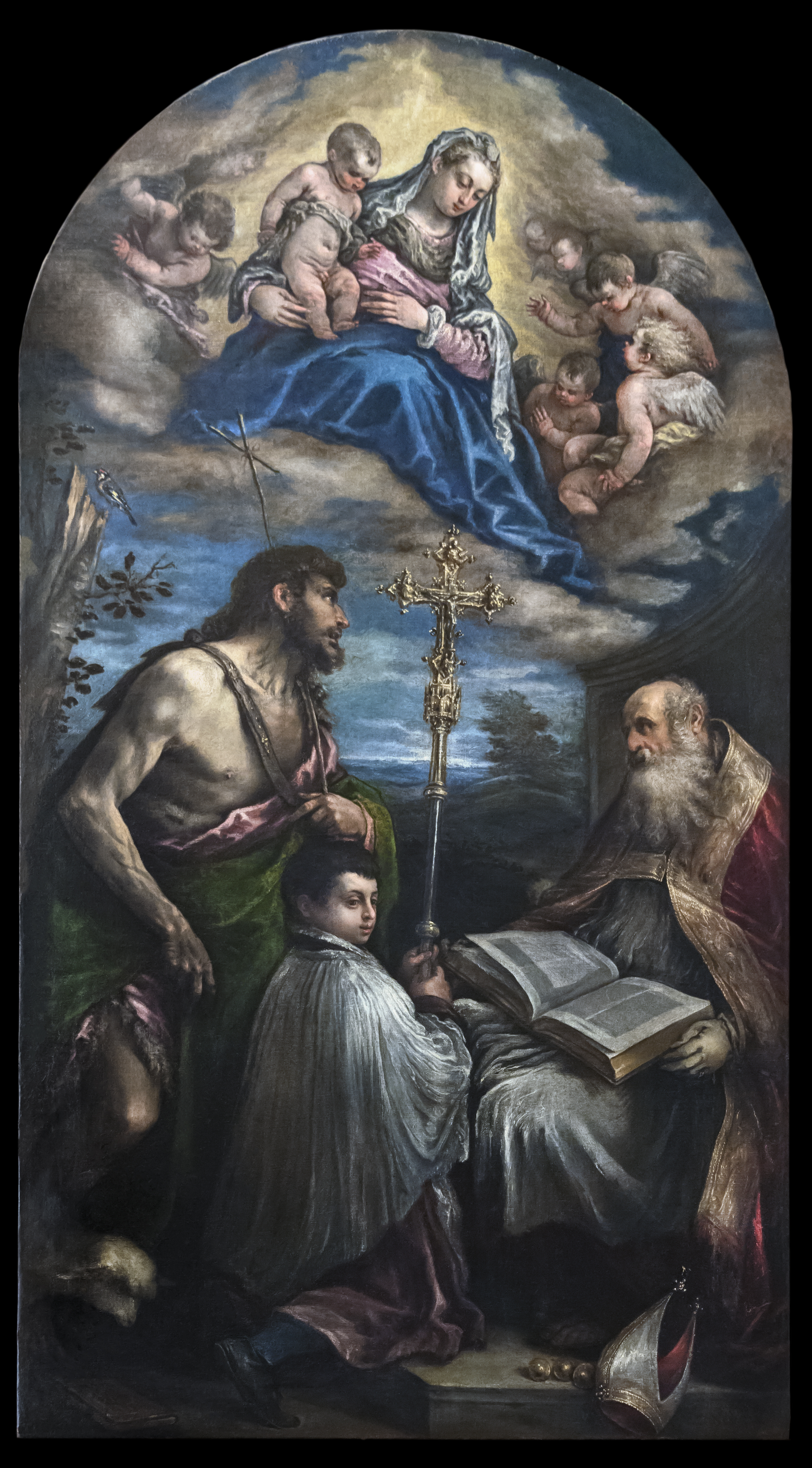
La Vierge en gloire avec saint-Jean-Baptiste et Saint-Nicolas Francesco Bassano le Jeune
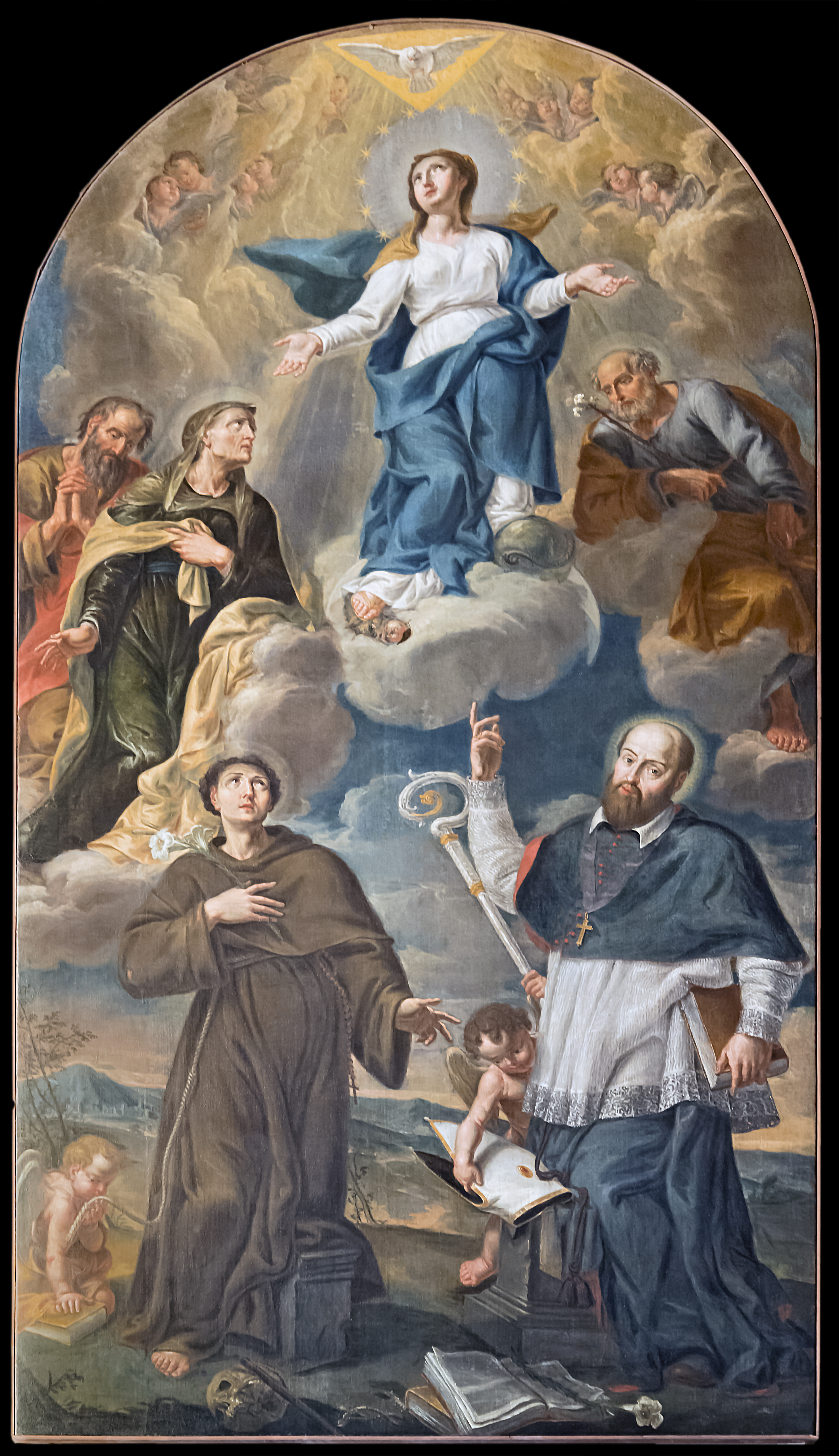
L'Immaculée avec sainte Anne, saint Joachim, saint Antoine de Padoue, saint Joseph et saint François de Sales
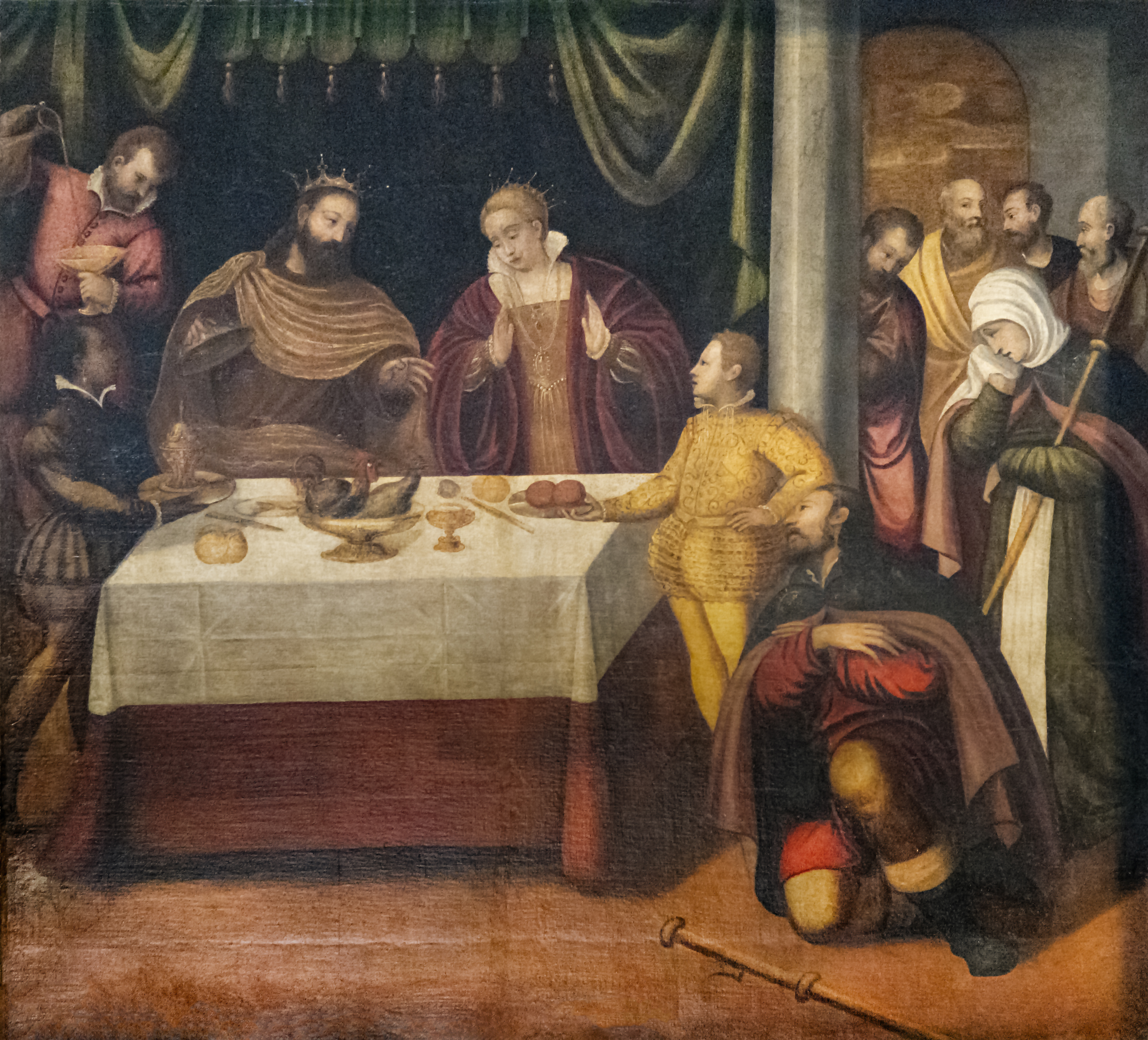
Souper chez Emmaüs Bonifazio Veronese

### Transept gauche
Première chapelle
Sur le mur : un tableau représentant saint Sébastien entre saint Laurent et saint Roc (1500) par Giovanni Buonconsiglio connu sous le nom de Marescalco. Initialement tableau ornait le retable de la schola de devozion de San Sebastian dans le premier autel à droite.
Deuxième autelchapelle de saint Laurent
La dévotion à ce saint martyr existait dans cette chapelle depuis 1434. Sur le mur de droite: saint Laurent distribuant ses biens aux pauvre (1575), par Palma le jeune ; sur le mur de gauche: Le martyre du Saint (1582) du même auteur 283 × 490 cm. Le tableau de l'autel : saint Laurent, entre saint Julien et saint Prosper (1581), de Paul Véronèse, œuvre offerte par Laura Barbarigo, veuve du noble Giacomo Malipiero mort en 1572.

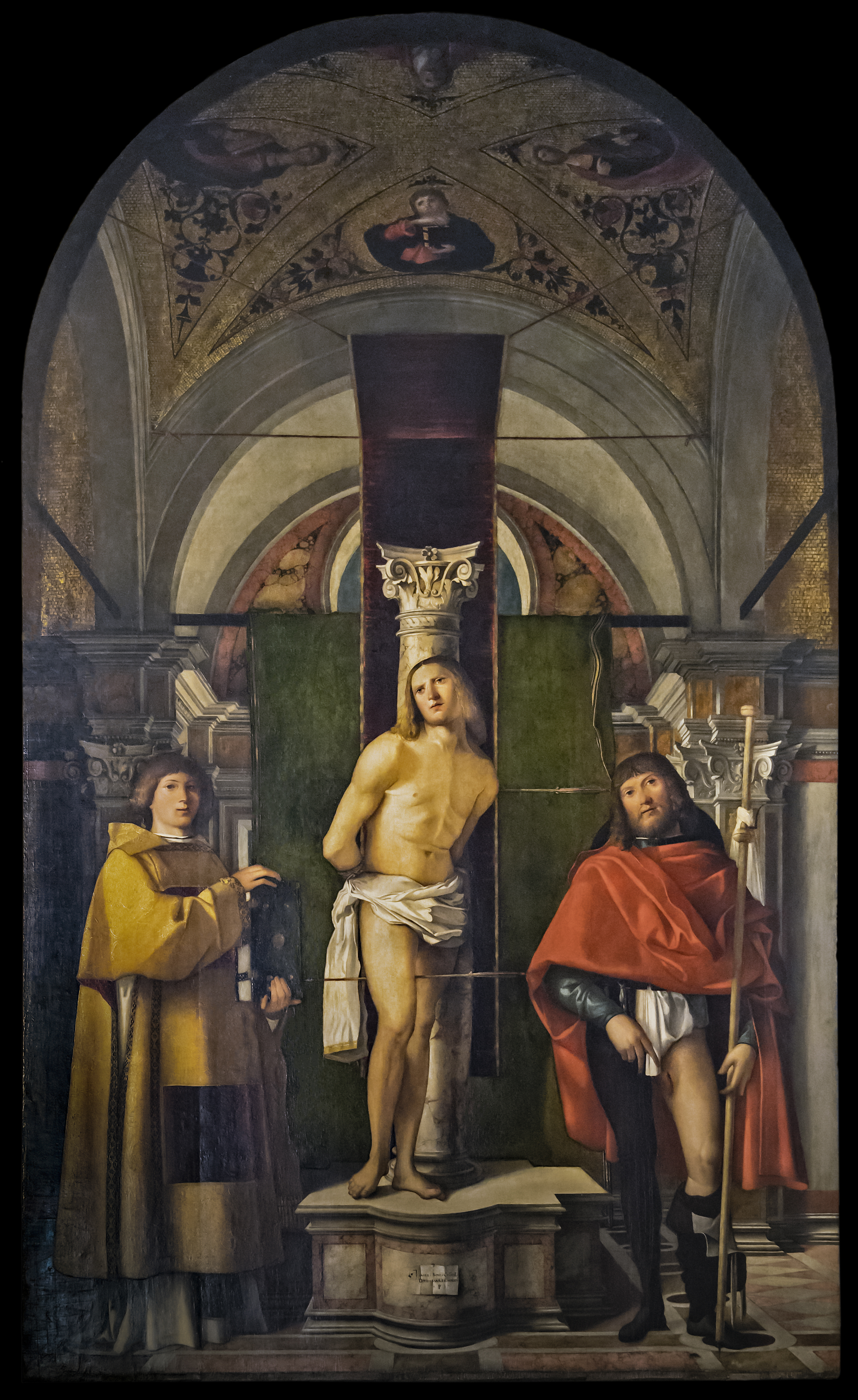
St Sébastien par Giovanni Buonconsiglio
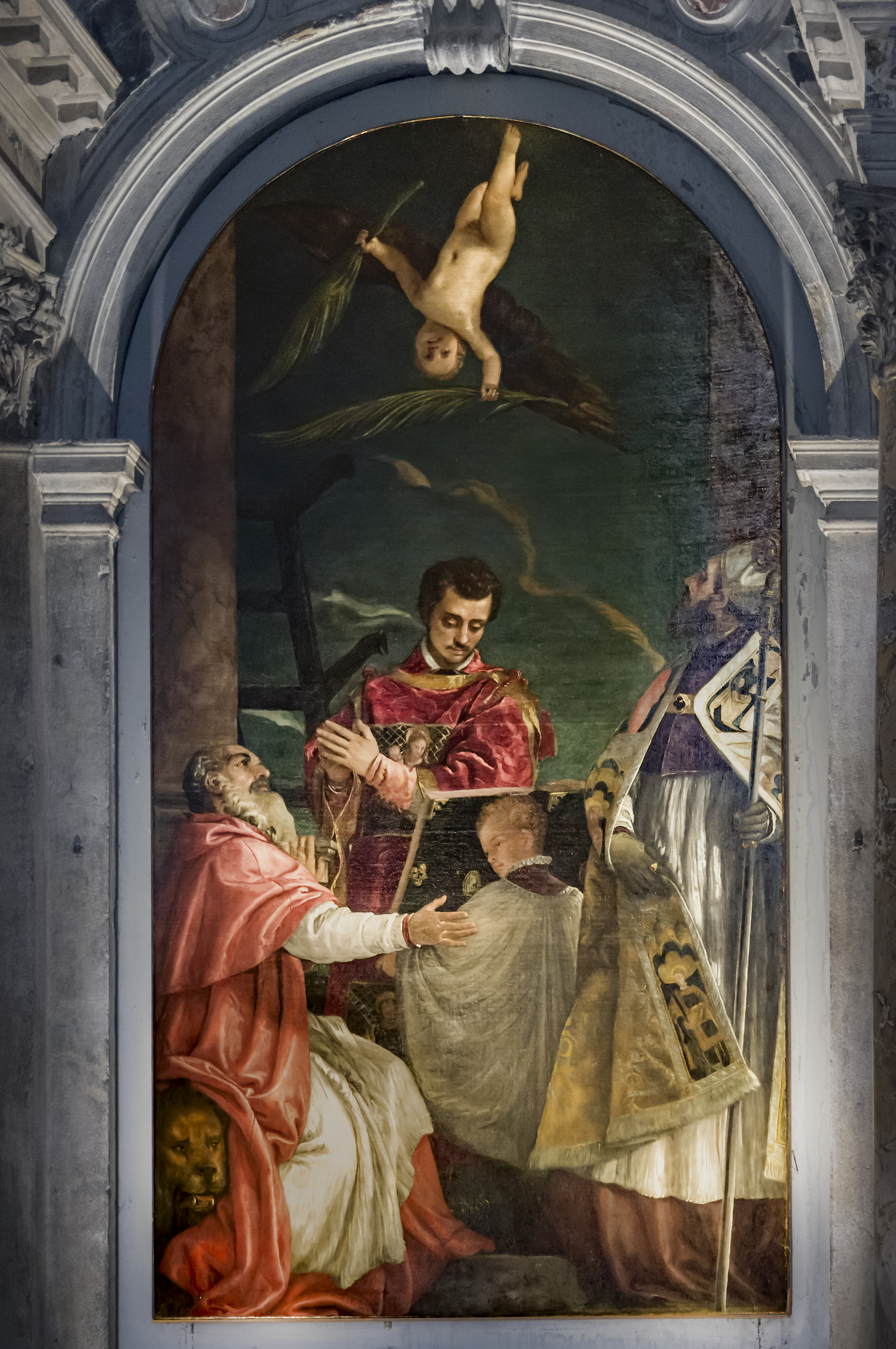
saint Laurent, entre saint Julien et saint Prosper  Paul Véronèse
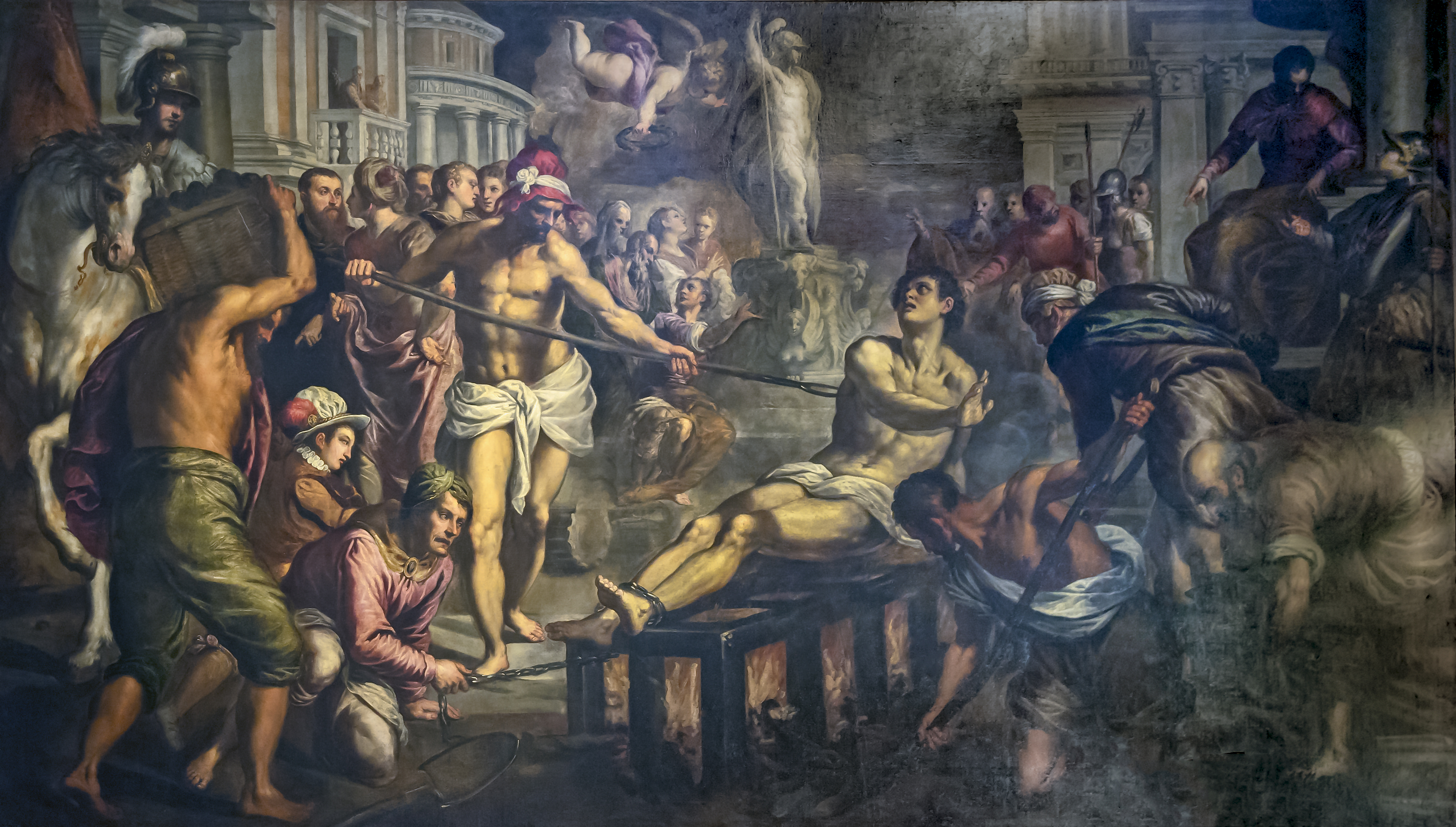
Le martyre de saint Laurent par Palma le jeune

### L'ancienne sacristie
Petite pièce qui conserve intact le décor lambrissé du XVIe siècle mais aussi l'évier au centre de l'armoire. Au plafond : L'Eucharistie adorée par les quatre évangélistes (1575) peints par J. Palma le jeune.
Sur le mur de séparation avec la nef :  Le passage de la Mer Rouge, au-dessus de la porte:  Le Christ déposé dans la tombe et sur le panneau de droite L'Agneau Pâscal.
Sur le mur de droite encadré par les deux fenêtres : Saint Marc, Saint Sylvestre, Saint Jacques, le curé da Ponte devant la Vierge, au-dessous à droite un petit tableau La crucifixion entre la Vierge et saint Jean
Sur le mur face à la porte Élie nourri par l'ange, suit : La Collecte de la manne, et : Le Serpent de bronze (1575)
L'ensemble est dû à Palma le jeune.

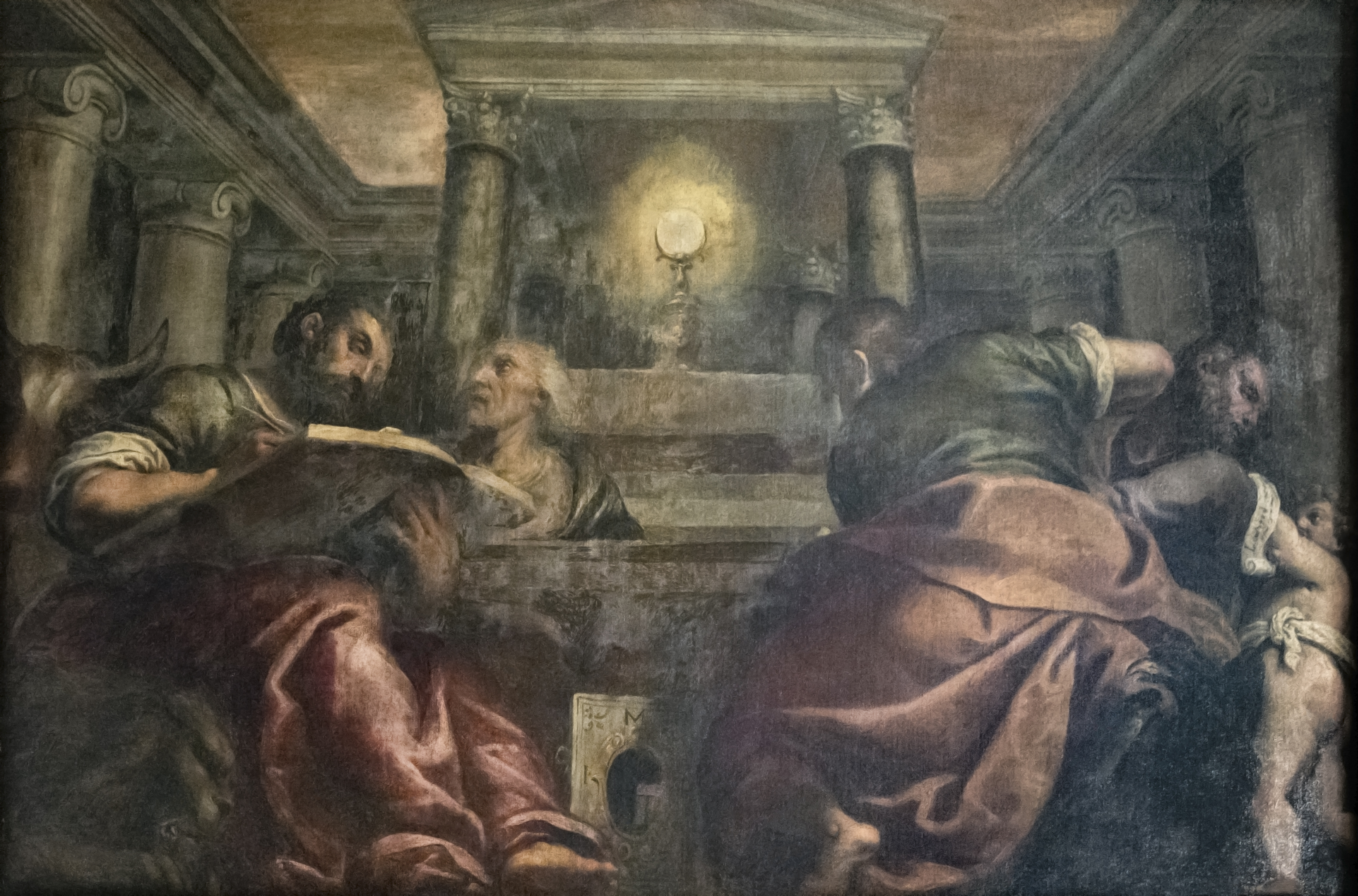
L'Eucharistie adorée par les quatre évangélistes
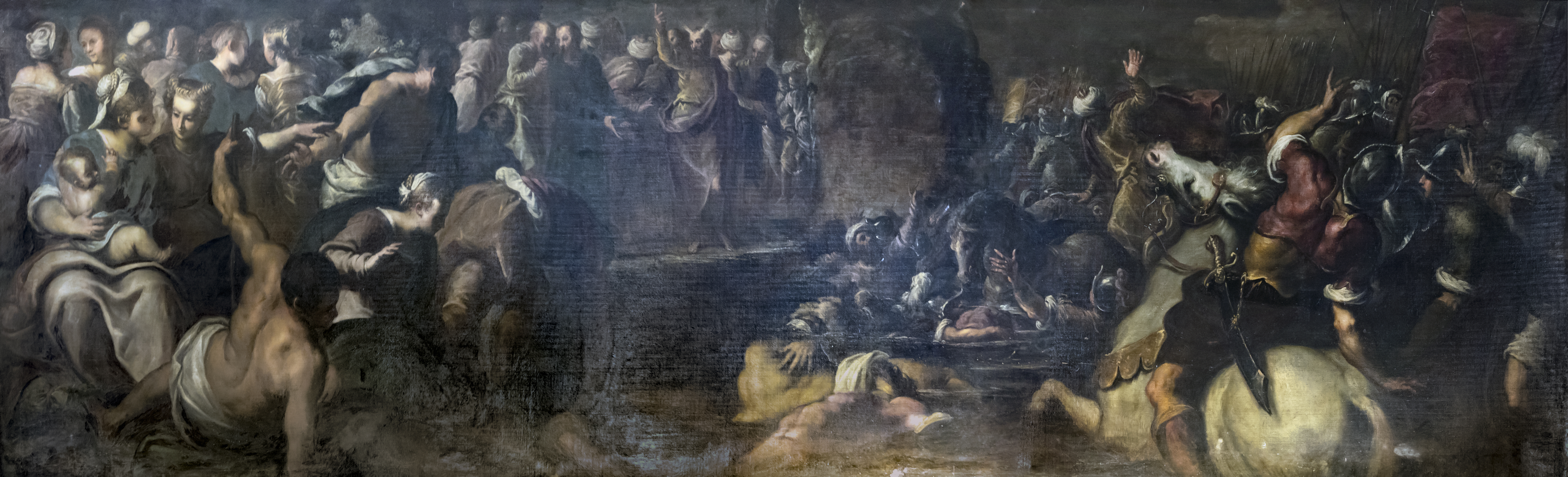
Le passage de la Mer Rouge
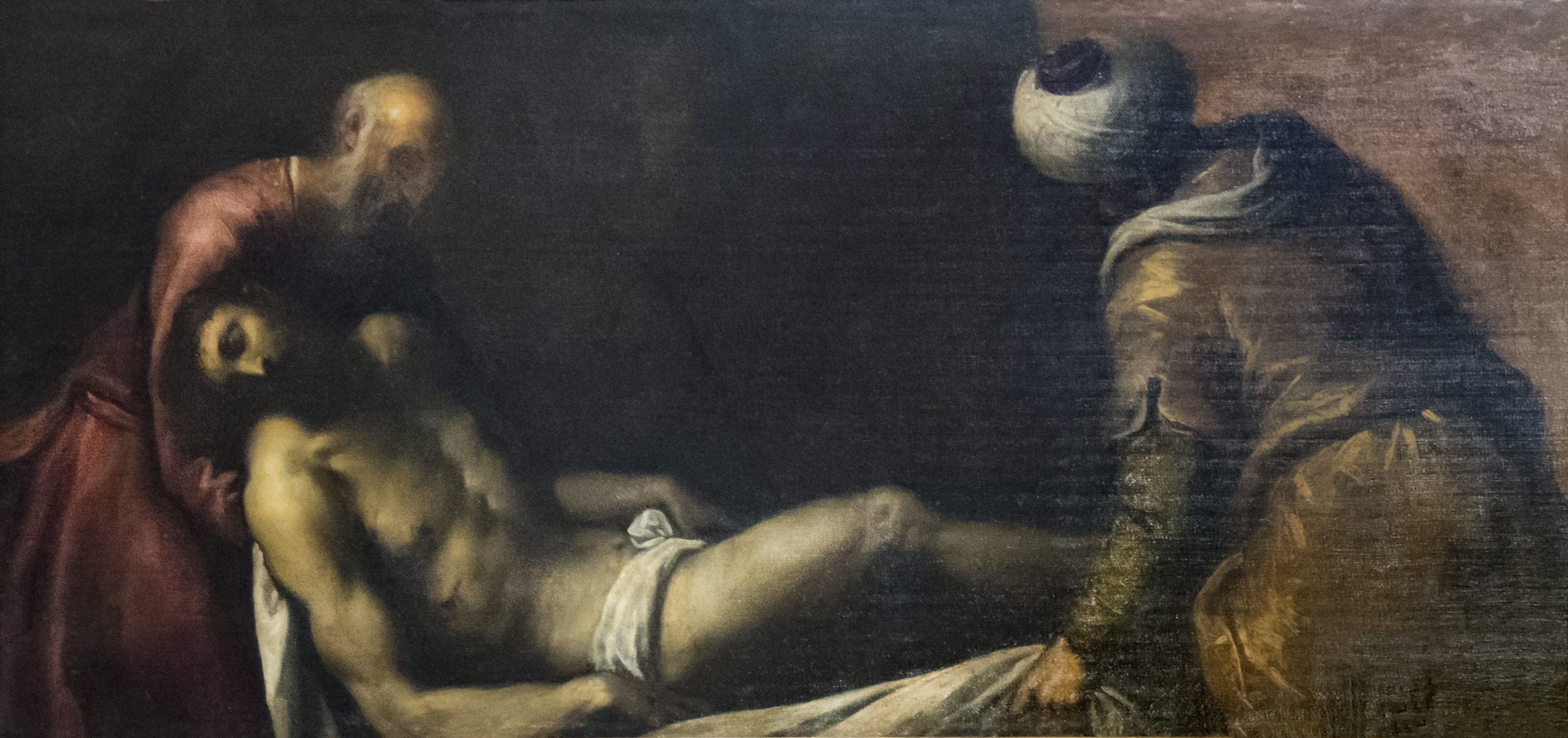
Le Christ déposé dans la tombe
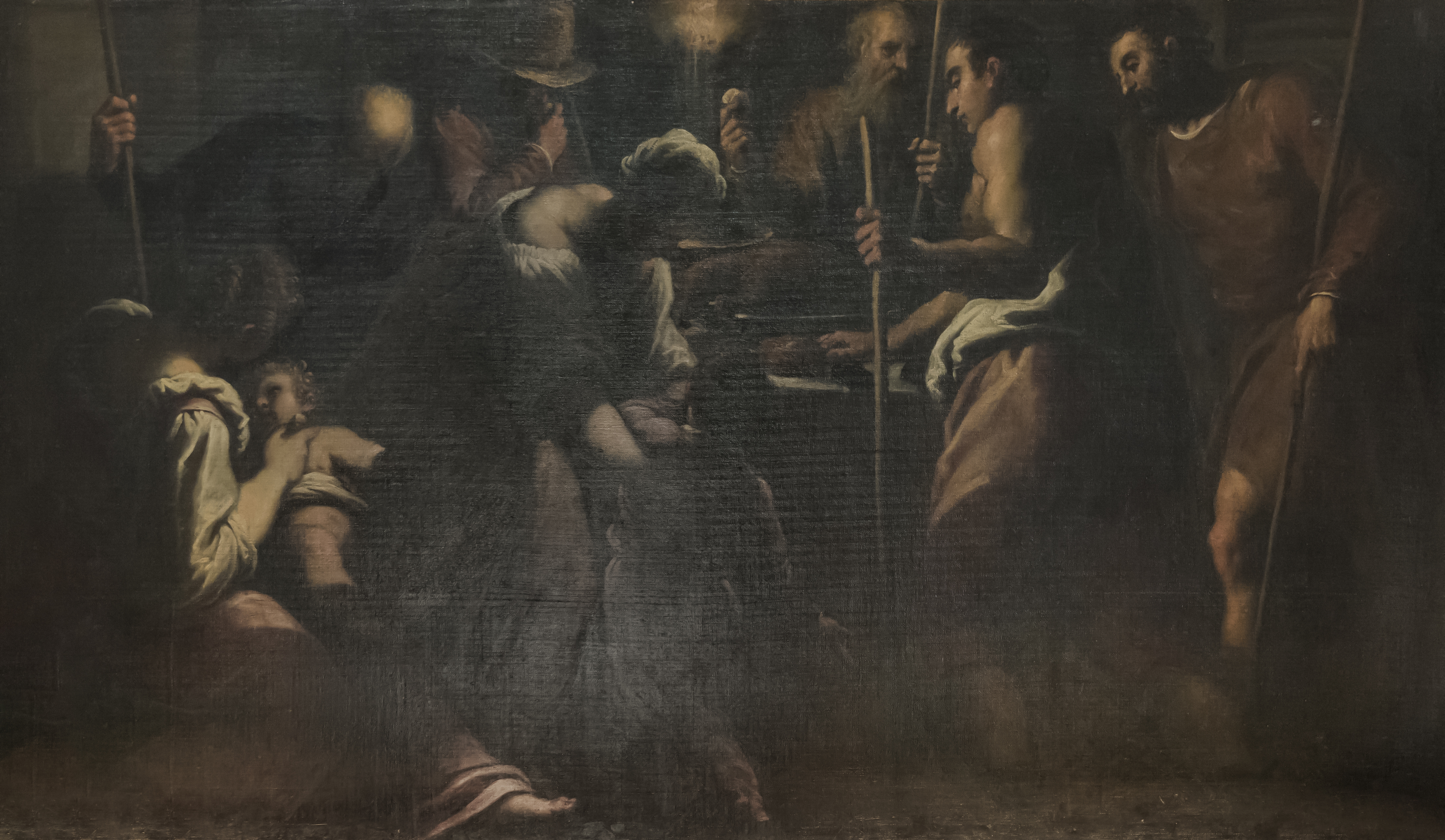
L'Agneau Pâscal

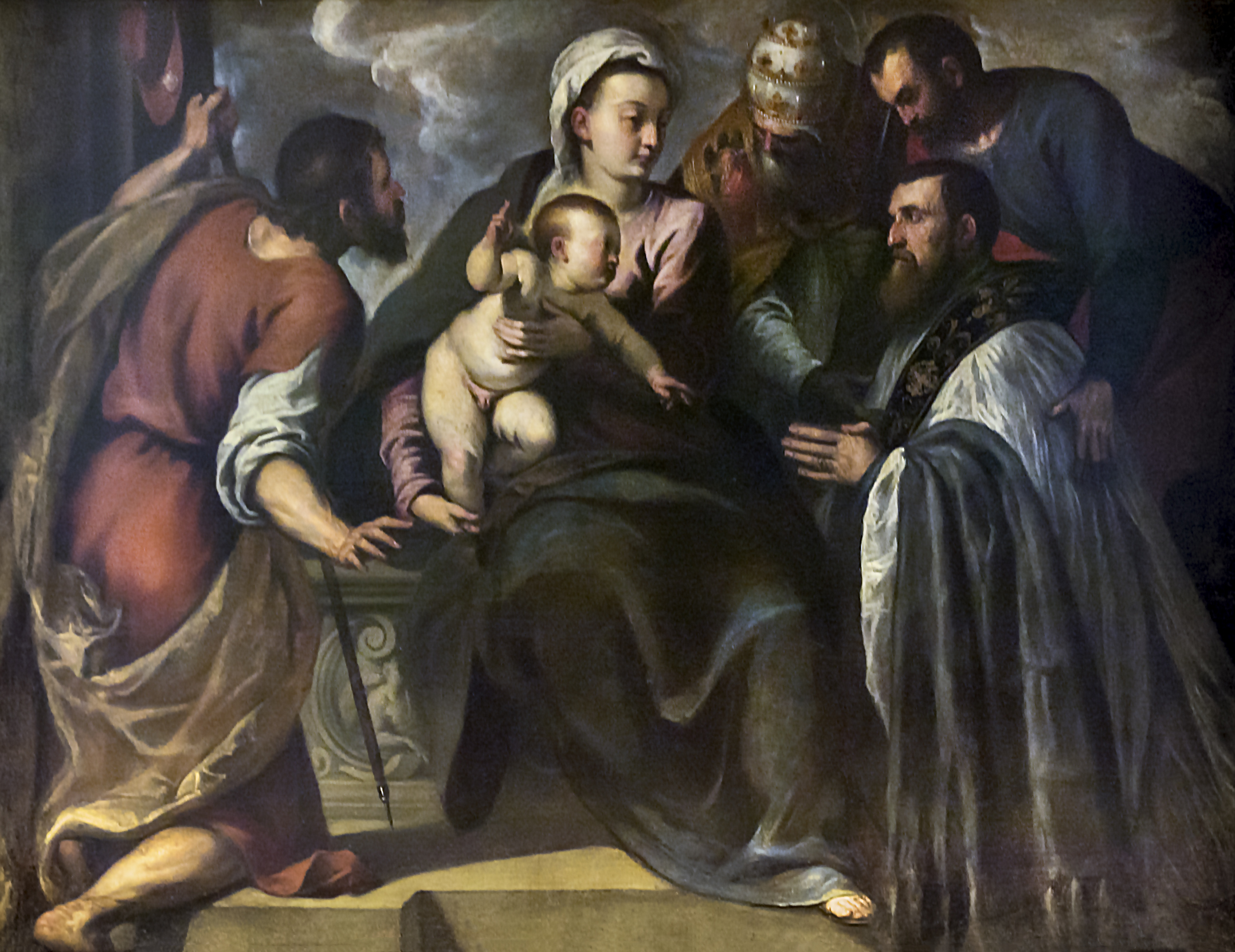
Saint Marc, Saint Sylvestre, Saint Jacques, et le curé da Ponte devant la Vierge
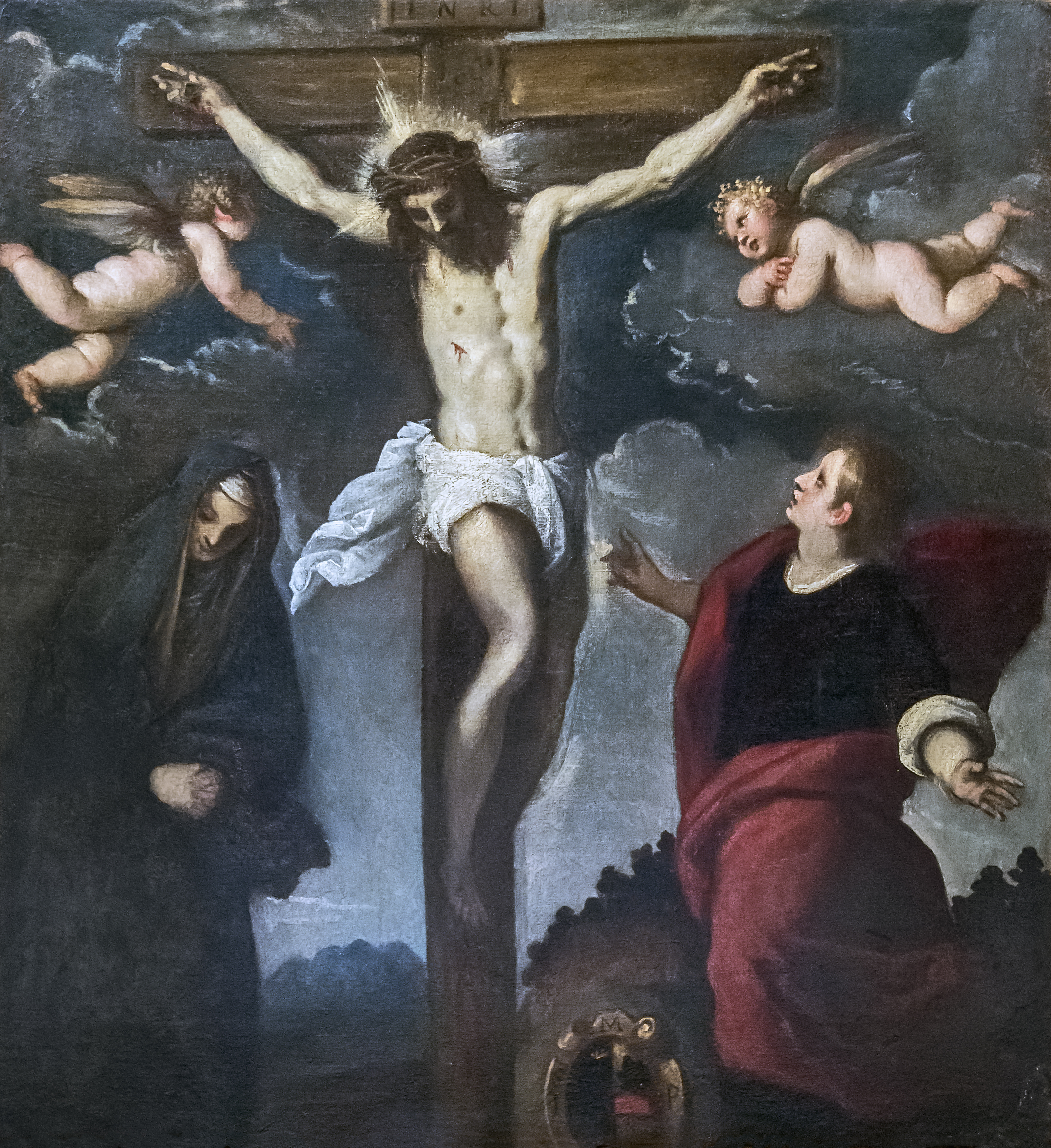
La crucifixion entre la Vierge et saint Jean
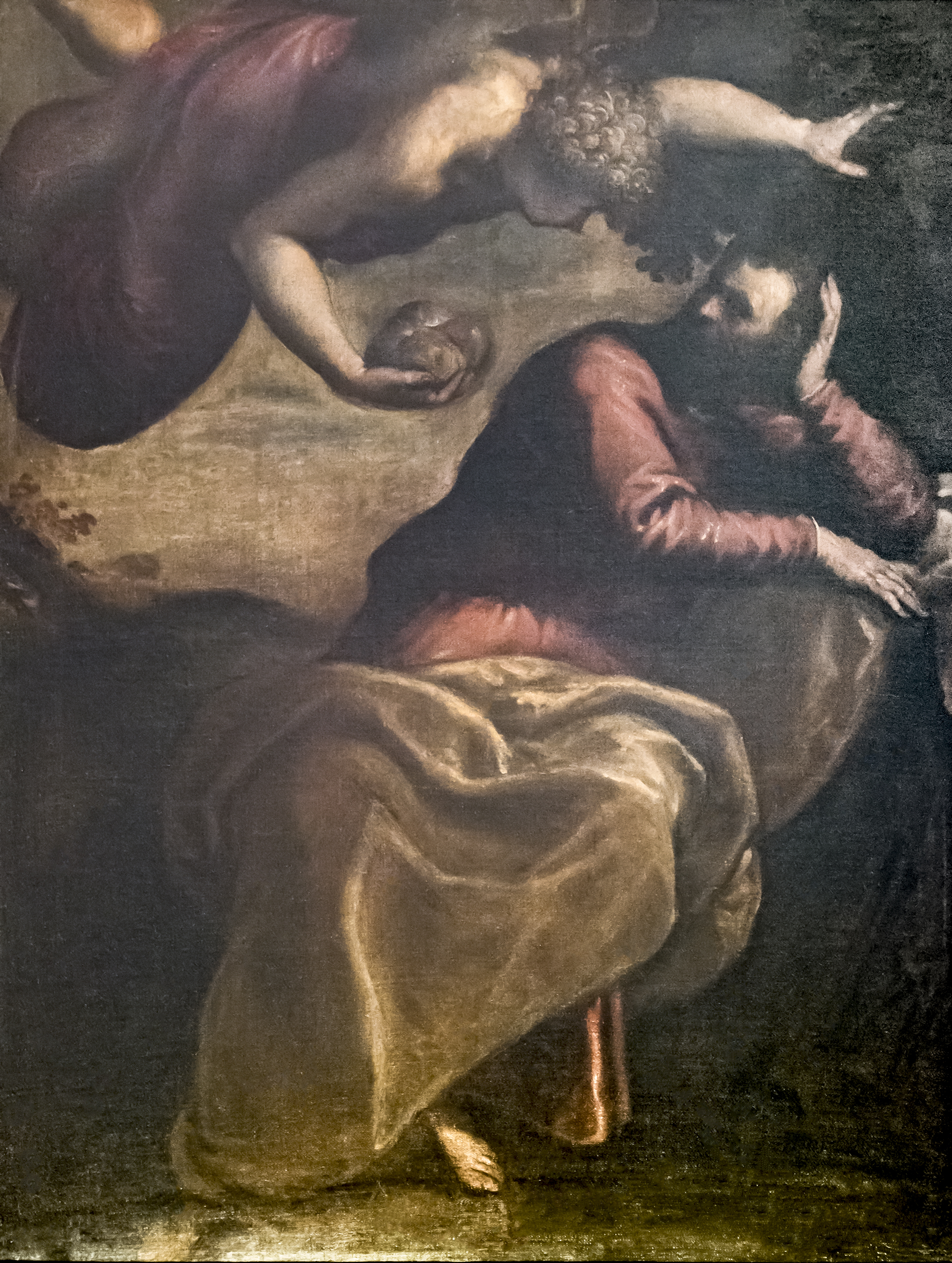
Élie nourri par l'ange
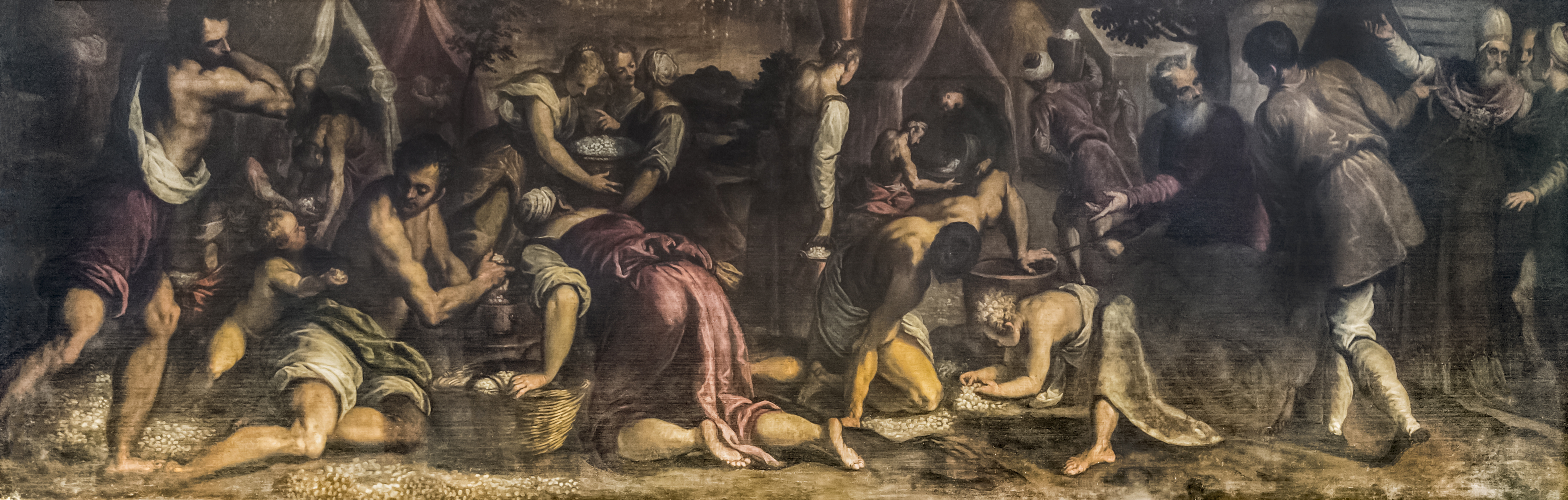
La collecte de la manne
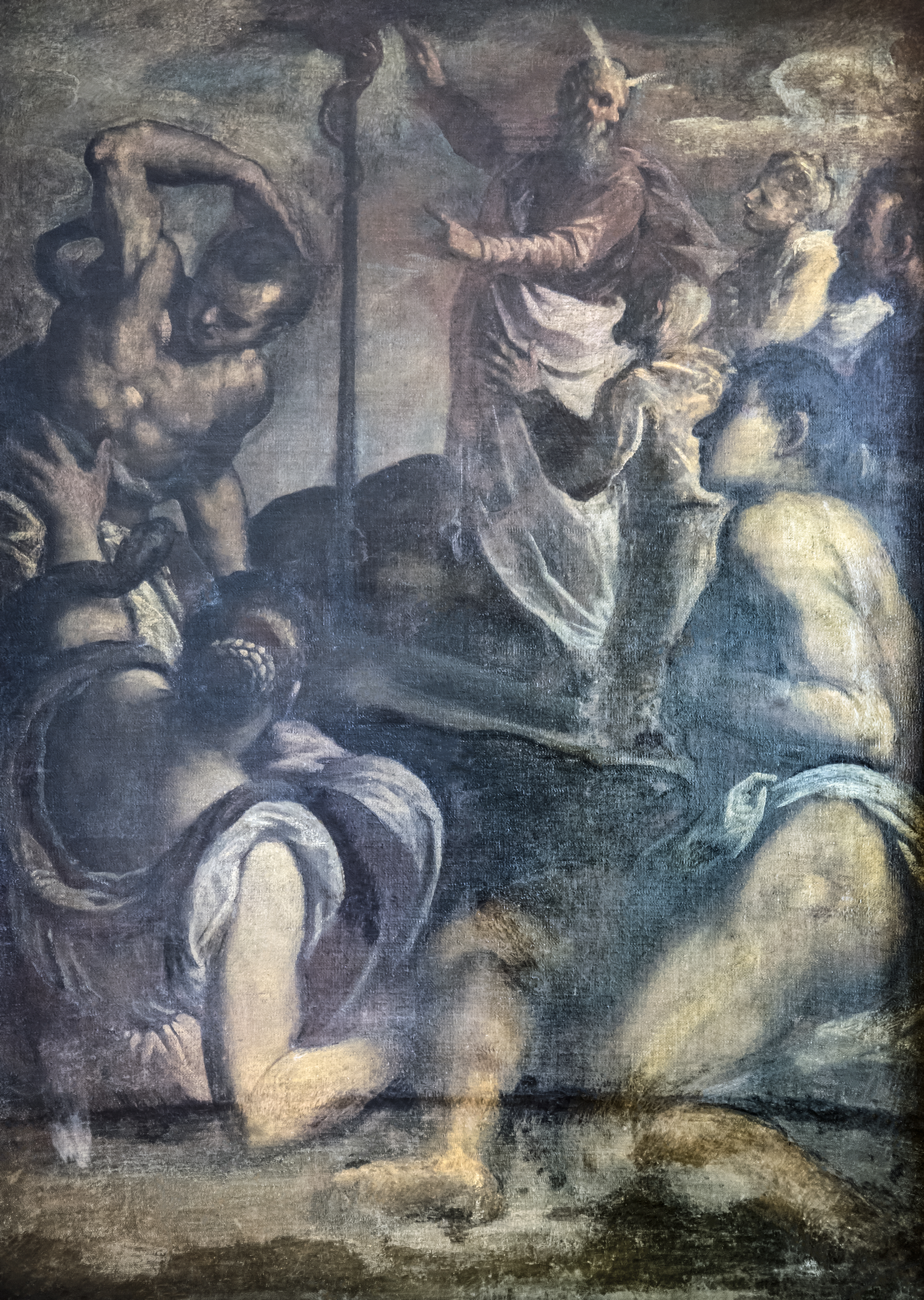
Le Serpent de bronze

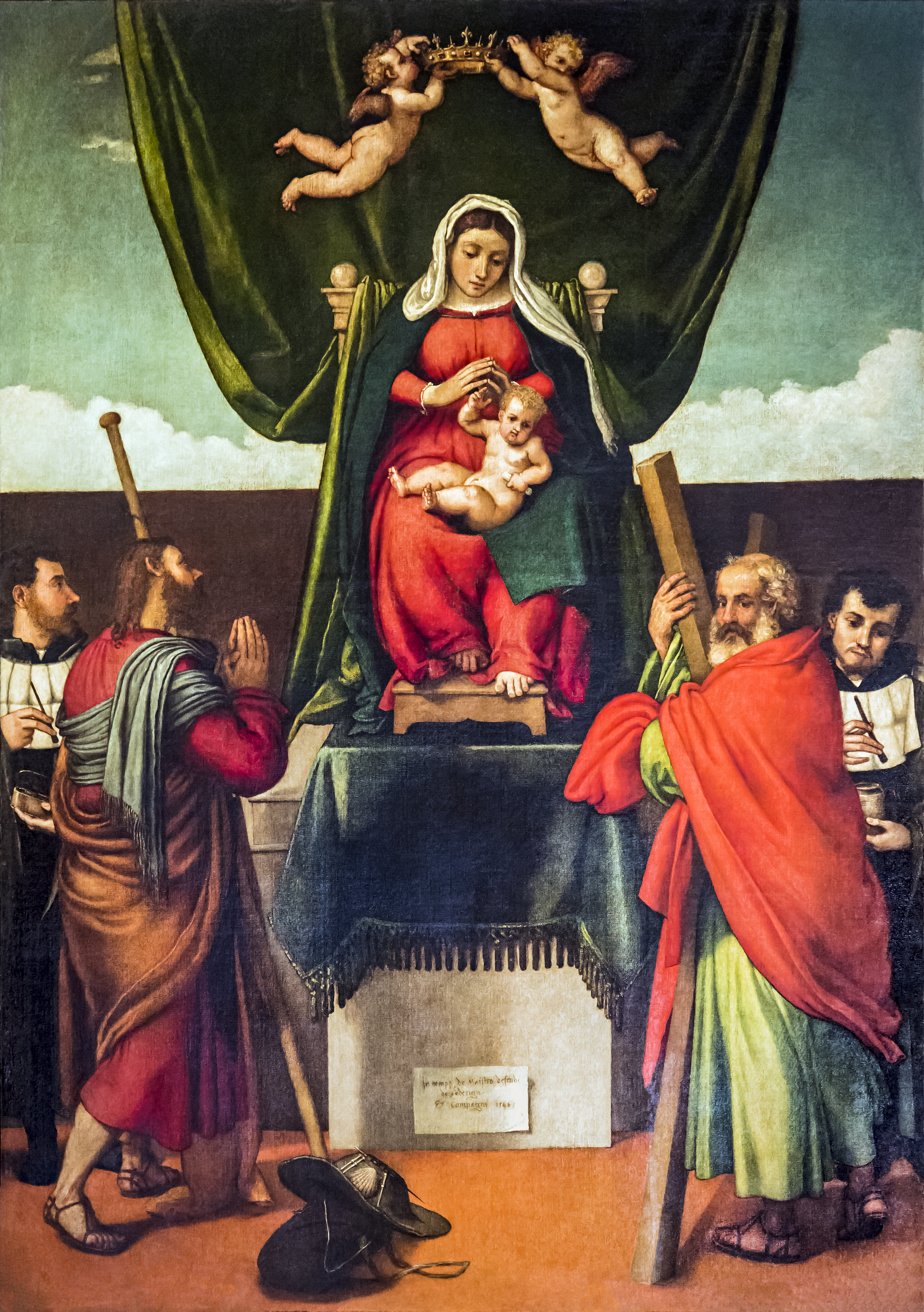
Retable de Lorenzo Lotto -  Vierge à l'Enfant entre saint Jacques et saint André